# Aeneiden

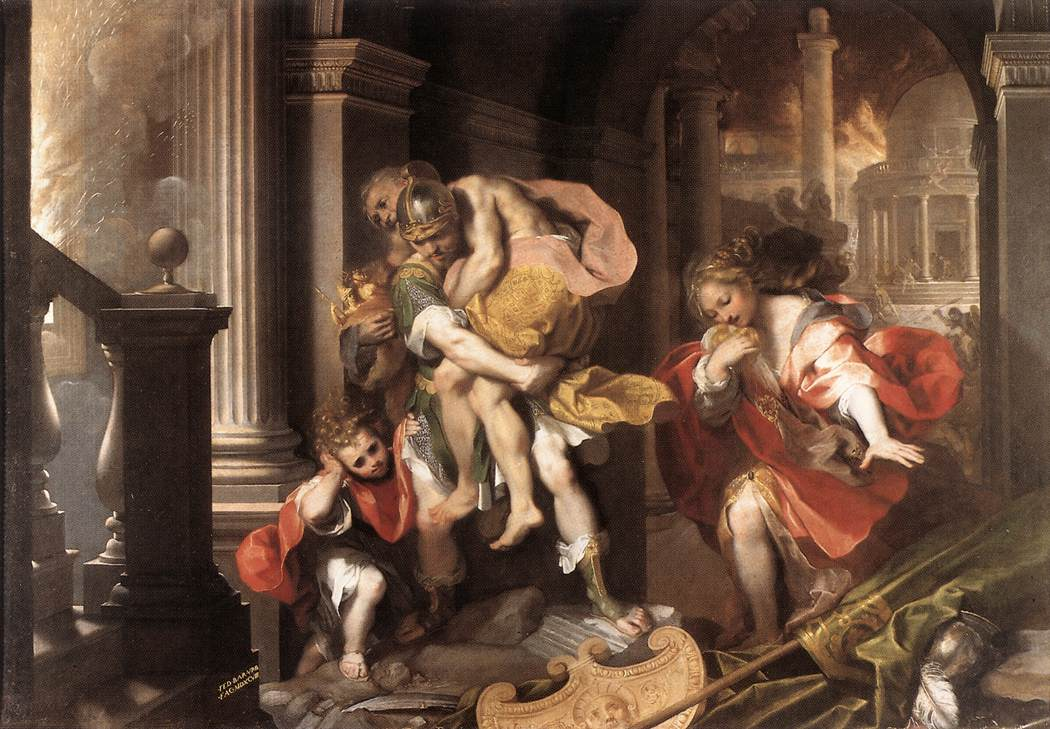
Aeneas flyr från Troja.
Målning av Federico Barocci (1598) i Galleria Borghese i Rom.

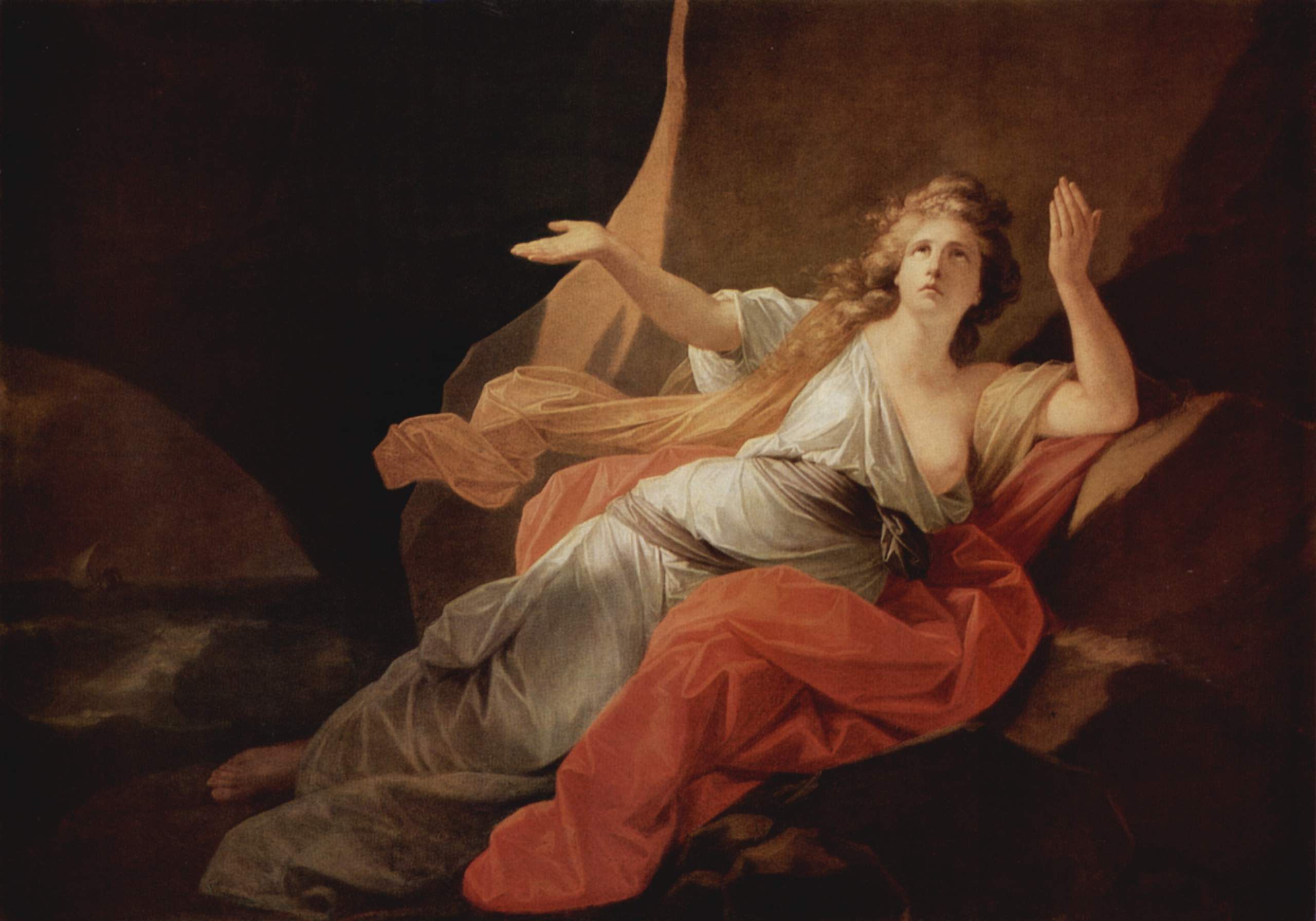
Didos död.
Målning av Heinrich Friedrich Füger (1792).

Aeneiden, latin Aeneis, är det romerska nationaleposet skrivet av Vergilius runt 29–19 f.Kr. Det handlar om den trojanske hjälten Aeneas och hur han efter Trojas fall, via Karthago, anländer till Latium, där han så småningom blir anfader till Romulus, Roms grundläggare.
Verket ses allmänt som ett försök av Vergilius att övertrumfa Homeros mest kända verk, Odysséen och Iliaden, vilkas övergripande handling också anses ha utgjort en stor inspirationskälla till Aeneiden. De första sex böckerna skildrar Aeneas resa till Italien och motsvarar Odysseus irrfärder i Odysséen och de följande sex skildrar kriget i Italien och motsvarar Iliadens krigstema. Likheterna äger giltighet endast till en viss grad. Iliaden ger i vissa avseenden en mer heroisk bild av kriget än Aeneiden; de homeriska hjältarna är mer entydigt krigare och deras bedrifter har en ton av lyckligt överdåd som ibland saknas hos Vergilius, som själv hade känt av krigets destruktiva sidor under de blodiga åren från Caesars inmarsch i Italien år 49 f.Kr. till Octavianus slutliga seger nästan tjugo år senare. Aeneas framställs som en man som strider för att det är gudarnas uppdrag, för att han måste fylla sin uppgift, inte som en som aldrig har vetat av något annat än striden och fältlägret. Likaså intar kvinnorna och det fredliga livet viktigare roller i Aeneiden än i de homeriska dikterna.
Verket skrevs till stor del på grund av romarnas önskan om ett eget nationalepos, såsom grekerna hade Iliaden och Odyssén. Visserligen fanns ett tidigare epos av skalden Ennius (239–169 f.Kr.) som hade haft ställning som republikens nationalepos, men det svarade inte längre mot moderna anspråk på stil, psykologisk pregnans och att kunna placera Rom i ett världshistoriskt perspektiv. Även om staden Rom aldrig uppträder som sådan i Aeneiden, antyds dess plats i framtiden och Augustus fredsgärning genom profetior och genom bilderna på Aeneas sköld, som beskrivs i dikten. Romarna var imponerade av grekernas kultur och religion, något man ser tydligt på den romerska gudatron och deras religiösa föreställningar, som i vissa avseenden togs över från grekerna.

## Svenska översättningar
- Virgilii Aeneis, Gudmund Jöran Adlerbeth 1804.
- Ordagrann Öfversättning af Æneidens trenne första böcker och Ordagrann Öfversättning af Æneidens 4:e, 5:e och 6:e böcker, A. Ljung 1866 och 1869.
- Sagan om Aeneas (Aeneiden), Johan Bergman 1921-1923.
- Aeneiden, Ingvar Björkeson 1988.